# Marquesado de Casa Tilly

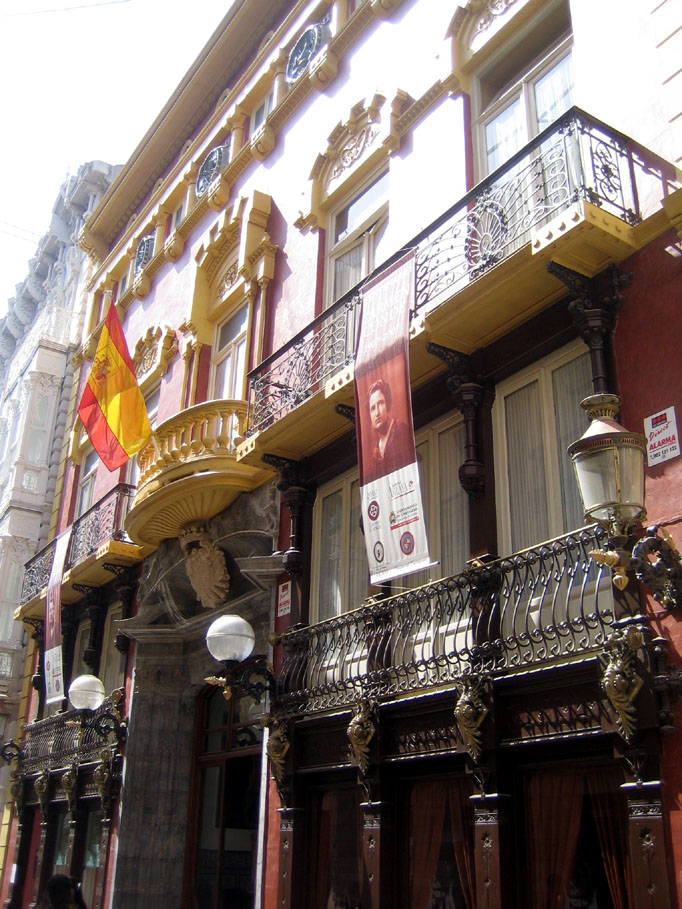
Palacio de los marqueses de Casa Tilly, en Cartagena, Región de Murcia. Actualmente Casino Social.

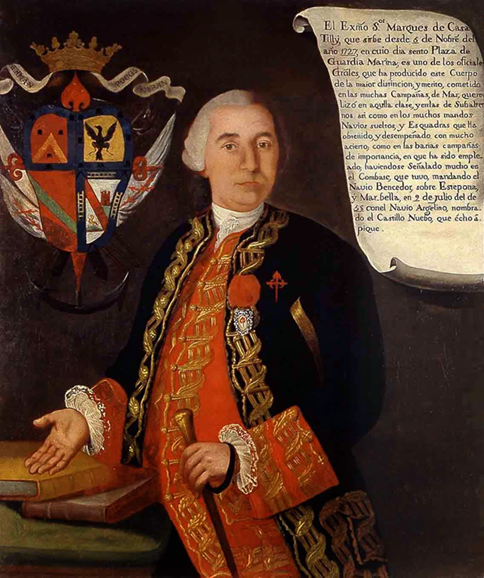
Francisco Javier Everardo-Tilly, I marqués de Casa Tilly y Almirante de la Armada Española.

El marquesado de Casa Tilly es un título nobiliario español, creado el 23 de abril de 1761, por el rey Carlos III de España a favor de Francisco Javier Everardo-Tilly, el cual era hijo de Francisco Everardo-Tilly. Su hermano, Rudesindo Everardo-Tilly y García de Paredes fue I Conde de Tilly.
Los Marqueses de Casa Tilly, han estado, desde antiguo, vinculados a la ciudad de Cartagena. El primer Marqués Francisco Javier Everardo-Tilly mandó construir en 1762, en la calle Mayor, un fastuoso palacio barroco, que se conserva en perfecto estado y hoy alberga el Casino de la ciudad, sus armas figuran en el escudo sobre la puerta principal.

## Marqueses de Casa Tilly
|                         | Titular                                             | Periodo                 |
| Creación por Carlos III | Creación por Carlos III                             | Creación por Carlos III |
| ----------------------- | --------------------------------------------------- | ----------------------- |
| I                       | Francisco Javier Everardo-Tilly y García de Paredes | 1761-1795               |
| II                      | María Pascuala Everardo-Tilly y Panés               | 1795-1830               |
| III                     | María de los Dolores Borja y Fernández Buenache     | 1830-1859               |
| IV                      | Pedro Rosique y Hernández                           | 1859-1869               |
| V                       | Francisco de Asís Rosique y Pagán                   | 1870-1908               |
| VI                      | Alfonso Martos y Arizcún                            | 1908-1951               |
| VII                     | Alfonso Martos y Zabálburu                          | 1951–2003               |
| VIII                    | Juan Alfonso Martos y Azlor de Aragón               | 2003–2006               |
| IX                      | Borja Juan Martos y Blázquez                        | 2006–2013               |
| X                       | Francisco Javier Martos y Azlor de Aragón           | 2013-Actual titular     |

## Historia de los Marqueses de Casa Tilly
- Francisco Javier Everardo-Tilly y García de Paredes, I marqués de Casa Tilly.

Everardo de Tilly, García de Paredes, Laines de Bibar, Espinola, Hermans, Vasques de Lara, Abendaño y Navia, apellidos con los que figura en un documento oficial firmado por él, como Capitán General, en la Isla de León a primero de julio de mil setecientos noventa y quatro.
Nacido el 2 de septiembre de 1720 en una casa sita en la actual Plaza de la Constitución de la villa de Villalba del Alcor, fallecido el 11 de diciembre de 1795 en Cartagena, sepultado en el convento de San Francisco (Sta María L.16-F.210v), trasladado a La Caridad.
I Vizconde de Everardo, V Capitán General de la Armada, Caballero de la Militar Orden de Santiago (17 de enero de 1756), y Comendador de Usagre en la misma Orden, gentilhombre de Cámara con Entrada (1774), Caballero y Gran Cruz pensionada de la Real y Distinguida Orden de Carlos III (12 de noviembre de 1789, Caballero en 1790), comandante general de los Batallones de Marina y coronel de infantería de los RR.EE.; regidor perpetuo de Murcia y de Preeminencia de Cartagena, patrono del Convento de la Merced de Málaga; mandó la flota que transportó el ejército de Pedro de Cevallos, virrey del Río de la Plata, que conquistó para la Corona de España, la Colonia del Sacramento, en 1776. Ejecutoria de Hidalguía R.C. dada el 25 de abril de 1782 en Aranjuez, y el 20 de julio de 1782 en Cartagena.
1. Casó en primeras nupcias el 20 de febrero de 1746 en Cartagena (Sta Mª L.12-F.291v) con María Teresa Panés y González de la Reguera, nacida en Alguazas; hija de Fulgencio Panés y Ratto, Regidor Perpetuo de Cartagena, Alguacil Mayor del Santo Oficio, y de Onofra González de la Reguera y Leonés.
2. Casó en segundas nupcias en febrero de 1768, en Cartagena, con Ana de Llamas y Mena, nacida en Barcelona, hija de José de Llamas, I marqués de Mena Hermosa, y de Ana de Mena, Dama de la Orden Militar de la Banda de la Reina María Luisa. Sin sucesión de este matrimonio.

Este primer marqués tuvo dos hijas, ambas de su primer matrimonio:
1. - Pascuala Everardo-Tilly y Panés, II marquesa de Casa Tilly, Dama de la Orden Militar de la Banda de la Reina María Luisa, nacida en Cartagena. Casó en 1767 en Cartagena con Francisco de Borja y Poyo, II marqués de Camachos, en el Reino de las Dos Sicilias, X Capitán General de la Real Armada, Caballero de la Orden de Santiago, Gran Cruz de la Orden de Carlos III, Comendador de Fuente del Emperador en la Orden de Calatrava, Gentilhombre de cámara con ejercicio, Alcalde mayor perpetuo honorífico y Regidor de preeminencia de Cartagena. Tuvieron tres hijos varones: José de Borja(que sigue), Felipe y Francisco María, pero los tres murieron antes de 1804 y solo el primero tuvo descendencia.
2. Mª Francisca Everardo-Tilly y Panés, nacida en Alguazas. Casó en Cartagena con Pedro Rossique y González de Rivera, Teniente de Navío, Regidor de Cartagena, Alguacil Mayor del Santo Oficio, Caballero de la Orden de Santiago, Caballero de la Maestranza de Valencia. Con descendientes.

-José de Borja y Everardo-Tilly, nacido el 14-III-1768 en Cartagena, bautizado el 15 en Santa María; fallecido en 1804 antes que sus padres por lo que no llegó a heredar los títulos. Teniente de Fragata de la Real Armada (1781), Caballero de la Orden de Santiago (1791).
1. Casó con María de la Antigua Fernández Buenache y Treviño, nacida en Villanueva de los Infantes (Ciudad Real); hija de Pedro Francisco Fernández Buenache, Capitán de Dragones de Lusitania, Regidor Preheminente y Alguacil Mayor de Millones de Villanueva de los Infantes, y de Mª Francisca Treviño y Vélez, nacida en Manzanares. Sucedió su hija, hija única y heredera universal de esta línea de la familia que se extinguió con ella:

- María de los Dolores de Borja y Fernández Buenache (1793-1861), III marquesa de Casa Tilly, III marquesa de Camachos en el Reino de las Dos Sicilias, I marquesa de Camachos (expedido título de Castilla el 8 de agosto de 1858 en atención a los extensos méritos y servicios de su abuelo Francisco de Borja y Poyo), Dama de la Orden Militar de la Banda de la Reina María Luisa.

1. Casó en primeras nupcias con Fernando María de Sotomayor y López de Padilla, sin descendientes.
2. Casó en segundas nupcias con su primo segundo Pedro Rosique y Hernández, II marqués de Camachos (10 de mayo de 1859) (título cedido por su mujer el 25 de febrero de 1859 en Murcia, ante Félix Fernández), caballero de la Orden de Santiago (1857), Caballero de la Orden Militar de San Fernando de primera clase, Caballero Gran Cruz de la Orden de Carlos III, Cruz de la Beneficencia de 1.ª Clase con placa, maestrante de Sevilla, gobernador civil de Murcia (1854), senador vitalicio del Reino. Jefe del Partido Liberal Progresista por Murcia. Coronel de la Milicia Urbana. Antes de 1836 regidor perpetuo de Cartagena, alcalde de la Santa Hermandad y su Alférez Mayor. También sucedió a su esposa en el marquesado de Casa Tilly.

- Pedro Rosique y Hernández, IV marqués de Casa Tilly, II marqués de Camachos. Ambos títulos como sucesor de su primera esposa.

1. En segundas nupcias casó el 30 de noviembre de 1864 en Murcia con Rita Pagán y Ayuso. Padres entre otros de:

- Francisco de Asís Rosique y Pagán, V marqués de Casa Tilly (30 de mayo de 1870), III marqués de Camachos. Murió en Ponce (Puerto Rico) el 8 de noviembre de 1903 en circunstancias especiales. Su viuda nunca consiguió el certificado de defunción.

1. Casó con Adelaida Ximenez de Zadava Lisón y Fontana. Padres de:
2. Julián Rosique y Lisón, IV marqués de Camachos (15 de septiembre de 1909). Sin sucesión. Lo mataron en la guerra civil española. No solicitó la sucesión en el título de Marqués de Casa Tilly, por lo que fue otorgado a un pariente colateral de grado 10, descendiente del hermano del primer Marqués:

- Alfonso Martos y Arizcún (1871-1951), VI marqués de Casa Tilly (22 de junio de 1908), X marqués de Fuentes, V conde de Tilly, VII marqués de Iturbieta, marqués de Valcerrada y V conde de Heredia-Spínola, caballero la Orden de Calatrava y de la de Malta, Maestrante de Granada, gentilhombre de cámara, diputado y senador del Reino.

1. Casó con María del Carmen Zabálburu y Mazarredo. Le sucedió su hijo:

- Alfonso Martos y Zabálburu, VII marqués de Casa Tilly (20 de marzo de 1951), VIII marqués de Iturbieta.

1. Casó con María del Carmen Azlor de Aragón y Guillamas, VIII duquesa de Granada de Ega y VI marquesa de Santiago de Oropesa. Le sucedió su hijo:

- Juan Alfonso Martos y Azlor de Aragón (n. 1942), VIII marqués de Casa Tilly, IX duque de Granada de Ega y IX marqués de Iturbieta.

1. Está casado con Fátima Blázquez Lora. Le sucede, por cesión, su hijo:

- Borja Juan Martos y Blázquez, IX marqués de Casa Tilly. Le sucede por sentencia firme en 2013:

- Francisco Javier Martos y Azlor de Aragón, X marqués de Casa Tilly.

1. Está casado con Yolanda de las Alas-Pumariño y Larrañaga. Padres de María Cristina Martos y de las Alas-Pumariño y Teresa Martos y de las Alas-Pumariño.